# Neutrale zone (België)
De Neutrale zone is een gebied waar geen betogingen of samenscholingen mogen plaatsvinden. Het gebied wordt gedefinieerd in een wet die door de Kamer wordt goedgekeurd. De wet geeft expliciet aan dat files, begrafenisplechtigheden en militaire parades wel toegelaten zijn in de neutrale zone. De burgemeester van de stad waar een neutrale zone is ingesteld, kan steeds een uitzondering verlenen.

## Gebieden

### Brussel
In Brussel is er een neutrale zone ingesteld rond het Paleis der Natie, het Vlaams Parlement en het Europees Parlement. 

### Namen
In Namen is er een neutrale zone ingesteld rond het Parlement van het Waals Gewest.

### Eupen
In Eupen is er een neutrale zone ingesteld rond het Parlement van de Duitstalige Gemeenschap.

## Geschiedenis
In 1892 werd er door de Brusselse burgemeester Karel Buls voor het eerst een neutrale zone ingesteld rond het Paleis der Natie en het koninklijk paleis. Buls wilde er zo voor zorgen dat parlementsleden beslissingen konden nemen zonder dat ze beïnvloed werden door betogers rond de gebouwen.
In 2017 werden de neutrale zones uitgebreid naar andere parlementen en kwamen er ook neutrale zones in Eupen en Namen.